# Tianying
Tianying (kinesiska: 田营) är en köping i östra Kina. Den ligger i Jieshou i staden Fuyang i provinsen Anhui, omkring 230 kilometer nordväst om provinshuvudstaden Hefei. Antalet invånare är 23123. Befolkningen består av 11 430 kvinnor och 11 693 män. Barn under 15 år utgör 20,0 %, vuxna 15-64 år 69 %, och äldre över 65 år 10,0 %.